# Lloyd Palun
Lloyd Palun   (Arle, 28 de novembre de 1988) és un futbolista del Gabon de la dècada de 2010.
Fou internacional amb la selecció de futbol del Gabon.
Pel que fa a clubs, destacà a OGC Nice i Cercle Brugge.